# 7 minut po śmierci
7 minut po śmierci – trzeci solowy album polskiego rapera Dioxa. Płyta została wydana 21 listopada 2014 roku nakładem wytwórni Prosto.
Album osiągnął 26. miejsce w zestawieniu OLiS.

## Lista utworów
Źródło
1. „W toku” (produkcja: The Returners)
2. „Polskie nagrania” (produkcja: Sir Michu, scratche: DJ Flip)
3. „Żywioły” (gościnnie: Mosad, produkcja: Młody G.R.O.)
4. „Oni tego chcą” (produkcja: Sir Michu)
5. „Wiemy” (produkcja: Ślimak, scratche: DJ Kebs)
6. „Kto jak nie my” (produkcja: IGM Beats, scratche: DJ Grubaz)
7. „VaBanque” (gościnnie: Mosad, produkcja: Fabster)
8. „Chcemy sięgać gwiazd” (gościnnie: Eldo, Pelson, produkcja: Bonez, scratche: DJ Flip)
9. „Jestem wolny” (produkcja: Sir Michu, scratche: DJ Flip)
10. „Kosmos” (gościnnie: Frenchman, produkcja: Sir Michu)
11. „Nocą błądzą” (gościnnie: Małach, Parzel, produkcja: Szczur)
12. „Polski (t)rap” (produkcja: Sir Michu)
13. „Nim odejdę stąd” (gościnnie: Chada, produkcja: Zetena, scratche: DJ Flip)
14. „Nie wiem co to” (gościnnie: Mosad, produkcja: Poszwixxx)
15. „Jesteś uśmiechnięta” (produkcja: Sir Michu, scratche: DJ Grubaz)
16. „4 Am Warsaw” (produkcja: Cast Away)